# Tetrafluorethylen
Tetrafluorethylen (TFE) ist eine chemische Verbindung aus der Gruppe der Fluoralkene und gleichzeitig das einfachste vollständig fluorierte.

## Gewinnung und Darstellung
TFE kann durch Fluorierung von Chloroform und anschließende Pyrolyse des entstehenden Chlordifluormethan hergestellt werden.
{\displaystyle \mathrm {CHCl_{3}+2\ HF\longrightarrow CHClF_{2}+2\ HCl} }
{\displaystyle \mathrm {2\ CHClF_{2}\longrightarrow C_{2}F_{4}+2\ HCl} }
Es entsteht auch neben Hexafluorethan bei der Umsetzung von Tetrafluormethan im elektrischen Lichtbogen zwischen Kohleelektroden.
{\displaystyle \mathrm {4\ CF_{4}+2\ C\longrightarrow C_{2}F_{4}+2\ C_{2}F_{6}} }
TFE entsteht auch bei der Herstellung von Aluminium als Nebenprodukt im Lichtbogen mit Kohleelektroden im Beisein von Kryolith.

## Eigenschaften
TFE ist chemisch nicht stabil, es kann ohne Sauerstoff zu Kohlenstoff und Tetrafluormethan zerfallen, dabei werden große Mengen an Energie frei. Es ist gewöhnlich mit einem Stabilisator versehen, dessen Wirkung bei Erhitzung aber aufgehoben werden kann. Seine kritische Temperatur liegt bei 33,3 °C, sein kritischer Druck bei 40,5 bar, seine kritische Dichte bei 0,58 g·cm−3, seine Tripelpunkttemperatur bei −131,25 °C und sein Tripelpunktdruck bei 0,01168 bar.

## Verwendung
Tetrafluorethylen dient zur Herstellung von Polytetrafluorethylen (PTFE) und als Copolymer von Hexafluorpropylen und Ethylen.
In der Kältetechnik ist es als Kältemittel aufgrund seines geringen Treibhauspotenzials Gegenstand der aktuellen Forschung und ein Kandidat in Mischungen vor allem mit Difluormethan bzw. R32 eingesetzt zu werden, da es in Versuchen als Reinstoff zu Zersetzungsreaktionen kam. Es würde als Ersatz für reines R32 in kältetechnischen Geräten von vor allem japanischen Hersteller eingesetzt werden.

## Sicherheitshinweise
Tetrafluorethylen ist als krebserzeugend Kategorie 1B (Stoffe, die für den Menschen wahrscheinlich krebserzeugend sind) eingestuft.